# Vorsäß Schönenbach

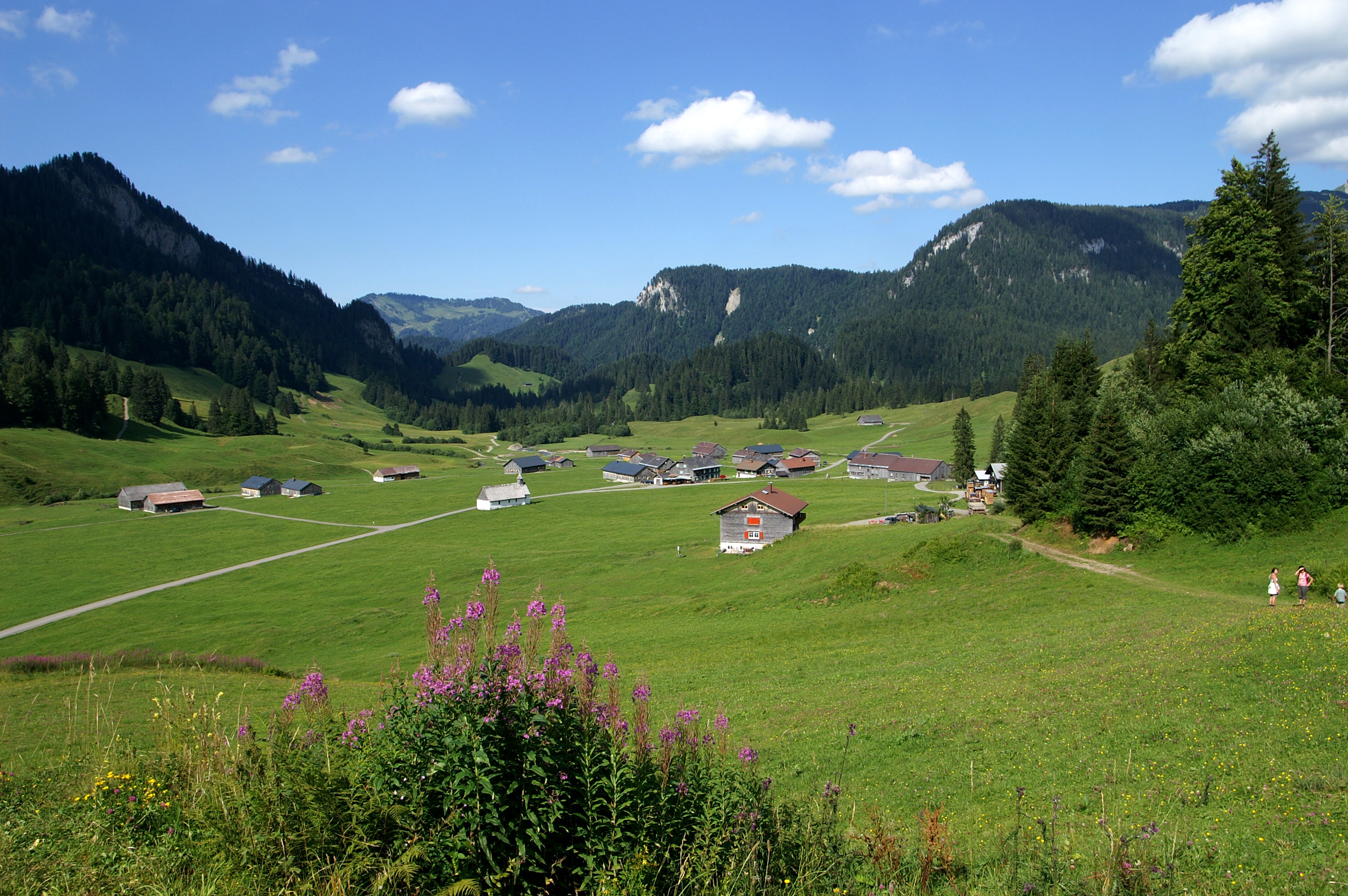
Blick auf das Vorsäß Schönenbach

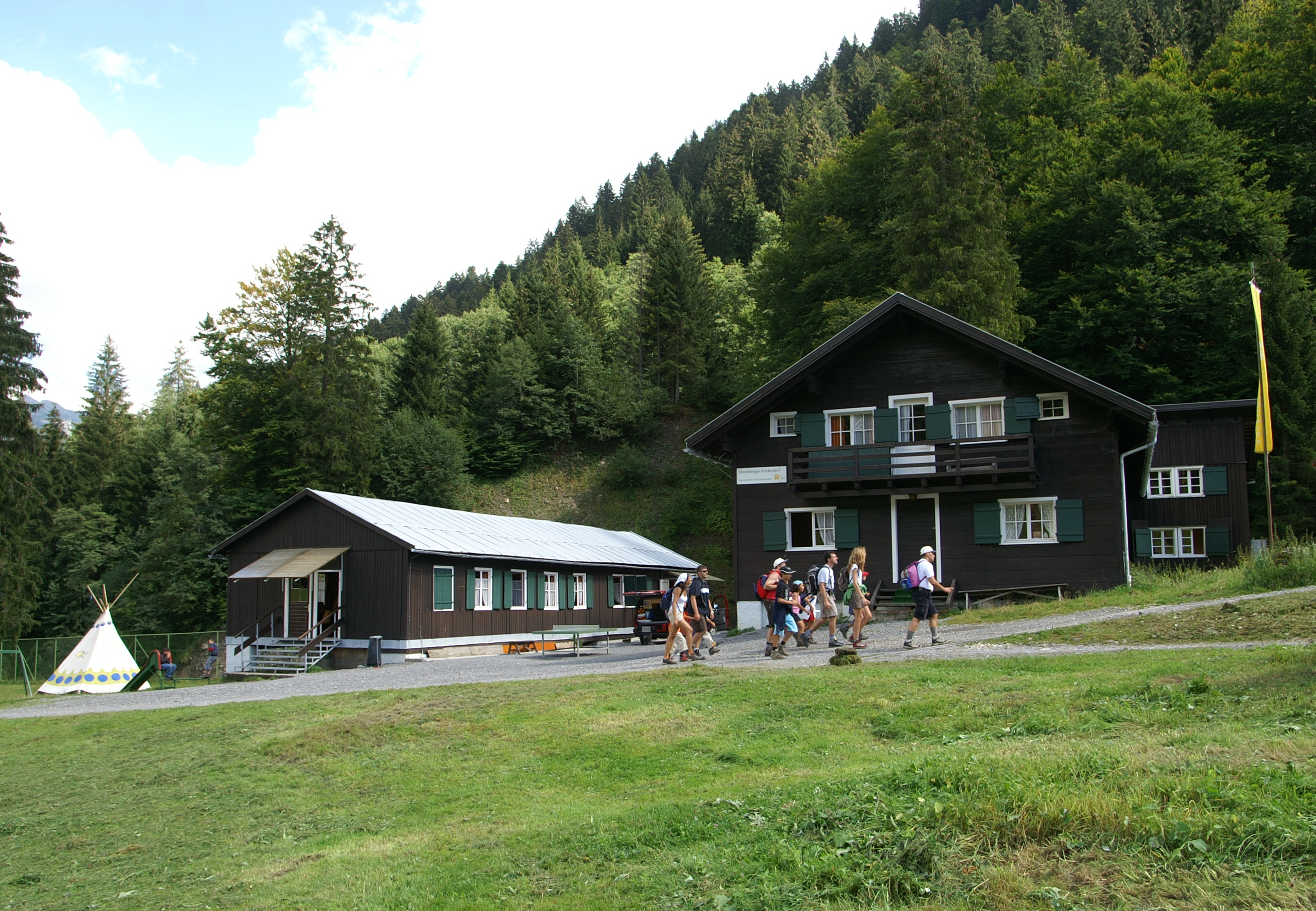
Hütten des Vorarlberger Kinderdorfs in Schönenbach

Schönenbach ist eine zur Marktgemeinde Bezau gehörende Vorsäß-Siedlung im hinteren Bregenzerwald im österreichischen Bundesland Vorarlberg. Es ist Teil der traditionellen landwirtschaftlichen Dreistufenwirtschaft im Bregenzerwald, die  durch die Österreichische UNESCO-Kommission zum nationalen Immateriellen Kulturerbe ernannt wurde. Die nicht ganzjährig bewohnte Siedlung liegt zwischen dem Hinteregger Grat und der Bizauer Hirschberggruppe im Tal des Schönenbachs, eines Nebenflusses der Subersach, und ist mit dem Auto nur über das Gemeindegebiet von Bizau zu erreichen.

## Nutzung
Schon seit Jahrhunderten dient das sanfte Tal auf etwa 1020 m ü. A. der Viehweide zwischen Ende Mai und Kiliani (8. Juli) sowie dem Heilig-Kreuz-Tag (14. September) und dem Gallustag (16. Oktober). Zwischen diesen Zeiten werden die Viehherden traditionellerweise auf die so genannten Hochalpen oberhalb der Baumgrenze getrieben, wo sie den Sommer verbringen. Im Winter befindet sich das Vieh in den Ställen in den Ortschaften des Bregenzerwalds.
Daneben etablierte sich mit dem Aufkommen des Fremdenverkehrs die Nutzung der Siedlung als Naherholungsgebiet und Feriendomizil. Schönenbach ist Ausgangs- und Endpunkt zahlreicher Wanderungen in der angrenzenden Bergwelt des Bregenzerwald- und Lechquellengebirges. Die Eignung der von der Außenwelt fast völlig abgeschnittenen Ortschaft zu Erholungszwecken erkannte auch Kaplan Hugo Kleinbrod, als er im Jahr 1946 in Schönenbach erstmals eine Ferienaktion für hungernde und benachteiligte Kinder initiierte. Aus der Ferienaktion, die ab dem Jahr 1950 mit einer eigenen Schlafbaracke in Schönenbach vertreten war, entstand später die Organisation Vorarlberger Kinderdorf, die noch heute jeden Sommer in Schönenbach den „Schönenbacher Kindersommer“ veranstaltet.
Verkehrstechnisch erschlossen ist das Vorsäß durch eine mautpflichtige Straße über das Gemeindegebiet von Bizau. In den Sommermonaten von Mitte Juni bis Anfang Oktober verkehrt ein Bus der Linie 36 des Landbus Bregenzerwald dreimal täglich zwischen Bezau und Schönenbach.